# Sophus Conradin Raphael Wulff
Sophus Conradin Raphael Wulff (21. juni 1843 i København – 16. juni 1887 i Gentofte) var en dansk legatstifter.
Han var søn af justitsråd, kasserer i kongerigets ministerier Peter Vilhelm Raphael (10. september 1807 – 13. august 1878); denne, hvis navn var knyttet til Jødefejden, fik navneforandring som betingelse for at få en meget betydelig arv efter en købmand Wulff; moderen hed Caroline Vilhelmine Unna (ca. 1813-1876). Han blev student 1861, privat dimitteret, tog året efter filosofikum og studerede derefter jura, dog uden at opnå embedseksamen. Han foretog mange rejser i udlandet, men havde ellers ophold i Gentofte, hvor han døde ugift som rentier 16. juni 1887. Sin store arvede formue, over 1 million kroner, anvendte han til et legat for forskellige almennyttige stiftelser nærmest knyttede til København og Gentofte.
Han er begravet på Gentofte Kirkegård.